# Municipio de Washington (condado de Ripley, Misuri)
Washington Township es un municipio del condado de Ripley, Misuri, Estados Unidos. Según el censo de 2020, tiene una población de 653 habitantes.
Tiene un código censal Z1, que indica que no está en funcionamiento (non-functioning county subdivision).

## Geografía
La subdivisión está ubicada en las coordenadas 36°38′14″N 90°37′20″O / 36.63722, -90.62222. Según la Oficina del Censo, tiene una superficie total de 47.22 km², de los cuales 47.21 km² corresponden a tierra firme y 0.01 km² están cubiertos de agua.

## Demografía
Según el censo de 2020, hay 653 personas residiendo en la zona. La densidad de población es de 13.83 hab./km². El 91.73 % de los habitantes son blancos, el 0.31 % son afroamericanos, el 0.61 % son amerindios, el 0.92 % son asiáticos, el 0.15 % es de otra raza y el 6.28 % son de una mezcla de razas. Del total de la población, el 1.53 % son hispanos o latinos de cualquier raza.